# Pepe the Frog
Pour les articles homonymes, voir Pepe.
Pepe the Frog [ˈpɛpeɪ ðə fɹɑɡ] (« Pepe la grenouille ») est un personnage de fiction représentant une grenouille verte, créé par Matt Furie dans le comics Boy's Club paru en 2005. À partir de 2008, il devient un mème Internet.
À partir de 2016 il est parfois utilisé comme symbole raciste par l'alt-right pro-Donald Trump et l'extrême droite de façon plus générale ; cette connotation détournée de la création originelle n'est toutefois pas systématique.
Il réapparaît à Hong Kong dans les manifestations de 2019–2020, sans la symbolique de haine que l'extrême droite américaine y investit.

## Histoire

### Origines
Pepe la grenouille apparaît en 2005, dans les pages de la bande dessinée Boy's Club de Matt Furie. Pepe est un adolescent à tête de grenouille qui aime jouer aux jeux vidéo, manger des pizzas et traîner avec ses amis. Dans une page publiée, Pepe urine aux toilettes, debout et le short baissé jusqu'aux chevilles. Un de ses amis s'exclame « Hey Pepe, il paraît que tu baisses complètement ton froc quand tu pisses ? » Pepe répond avec un sourire béat « feels good man » (« je me sens bien, mec »). 

### 4chan
En 2008, le visage béat de Pepe la grenouille est réutilisé sur 4chan où il acquiert une petite popularité auprès des utilisateurs de 4chan, au point de devenir un mème Internet. Puis Pepe la grenouille est décliné en de nombreuses versions qui expriment les sentiments des internautes, et devient le symbole d'une génération revendiquant une certaine exclusion de la société, avec leurs propres codes. 
Vers 2014, Pepe commence à être vu sur d'autres réseaux, comme Reddit ou 9GAG. Puis un jour, Katy Perry et Nicki Minaj font apparaître Pepe la grenouille dans leurs tweets, ce qui agace les utilisateurs de Pepe. Le journal Le Figaro compare ce rejet « à celui du fan d'un groupe de rock indépendant qui verrait sa chanson préférée reprise dans une publicité pour de la lessive » et ajoute : « une fois qu'une blague entre copains fait aussi rire ses parents, des stars de la pop ou des marques, elle n'est plus drôle ».

### Élection présidentielle américaine de2016
Pour reprendre la main sur leur mème, les 4channers adeptes du lulz (le versant méchant du lol[réf. nécessaire]) qui n'ont aucune limite dans l'offense, ni dans le harcèlement, ni dans les sujets de plaisanterie, fabriquent des Pepe moustachus à croix gammées, « le nazisme étant un sujet tabou très apprécié à 4chan » comme le rappelle 7sur7. Puis en juillet 2015, le premier Pepe associé à Donald Trump publié sur 4chan est un personnage cartoonesque anti-establishment et bien-pensance. En octobre 2015, Donald Trump partage un tweet où apparaît Pepe devant un podium présidentiel. Une célébrité du réseau social Twitter, pensant que Donald Trump n'a jamais entendu parler de Pepe la grenouille écrit que « c'est sans doute le meilleur tweet de 2015 et vous ne saurez même pas pourquoi ». 
Le 8 janvier 2016, Cheri Jacobus, consultante républicaine qui a porté plainte contre Donald Trump pour diffamation, est harcelée en ligne par des supporters pro-Trump qui l'inondent de Pepe. Cheri Jacobus déclare que « la grenouille verte est le symbole qu'utilisent les suprémacistes blancs dans leur propagande ». Des journalistes se questionnent sur les liens entre cette grenouille verte et l'alt-right, ce qui leur vaudra à leur tour des attaques sous forme de Pepe nazis de toutes sortes. 
En août 2016, lors d'un discours donné par Hillary Clinton, un utilisateur de 4chan hurle « Pepe ! » pour perturber le meeting. Cet évènement est diffusé en direct sur YouTube. Le journal Le Figaro rappelle que les valeurs morales ou politiques des membres de 4chan, 8chan ou Reddit « sont souvent conservatrices, voire extrêmes » et qu'il est donc normal que l'un de leurs mèmes préférés soit devenu le symbole d'une certaine extrême droite. Enfin, Le Figaro rappelle l'amour pour l'absurde des 4channers qui trouvent « drôle de voir un dessin de grenouille s'afficher dans des médias très sérieux », de provoquer la perplexité des journalistes ou la crainte de l'équipe de campagne d'Hillary Clinton. En mai 2016, à un journaliste de Politico qui se demande « Qui est ce personnage et pourquoi est-il associé aux fans de Trump ? », un internaute répond « ton pire cauchemar ».

### Controverse politique

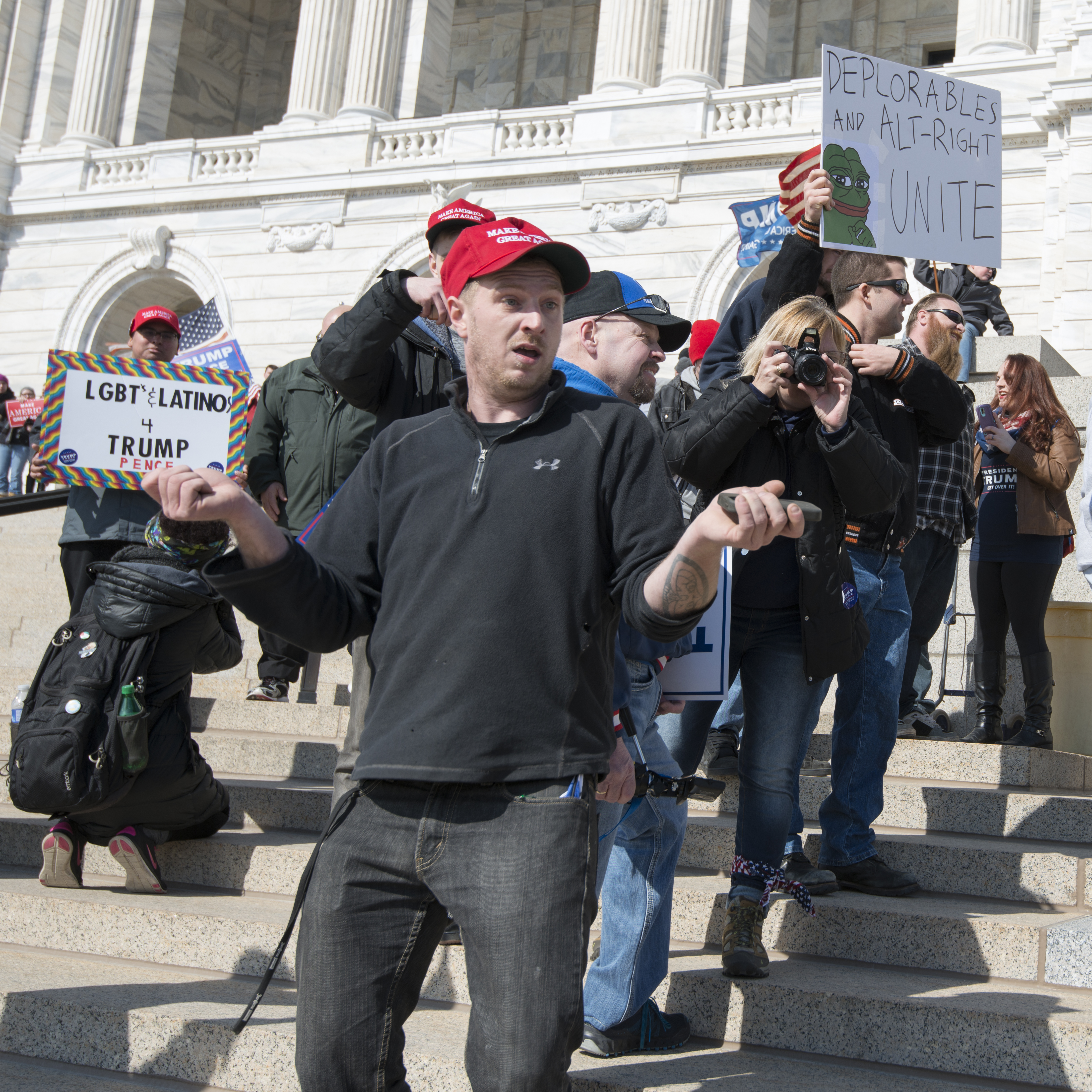
Une manifestation alt-right de soutien à Donald Trump (2017). Dans le coin supérieur droit, un militant tient un panneau avec Pepe the Frog.

En 2016, une journaliste de Newsweek répond par un simple Pepe à un tweet de Marco Rubio. La journaliste est alors accusée de propager une « image utilisée par les racistes pour se moquer des latinos ». 7sur7 affirme que la grenouille est devenue dès lors un symbole raciste.
En mai 2016, la journaliste Olivia Nuzzi du Daily Beast écrit que « transformer Pepe en une icône blanche nationaliste » est un objectif de l'alt-right.
En septembre 2016, l'équipe de campagne d'Hillary Clinton publie sur le site de la candidate un article intitulé « Donald Trump, Pepe la grenouille et les suprémacistes blancs : une explication » dénonçant Pepe, présenté comme un symbole de l'extrême droite blanche. L'Anti-Defamation League ajoute Pepe la grenouille à sa base de données des symboles de haine. Depuis, le créateur de Pepe, Matt Furie, a publiquement exprimé sa consternation et essaye de rendre à son personnage une connotation plus positive par divers moyens, notamment avec une campagne sur Twitter avec le hashtag #SavePepe. Pepe la grenouille est également utilisé en France par la fachosphère pour défendre Marine Le Pen.
Toutefois, le journal Le Monde estime qu'il est « difficile d'établir que la transformation de Pepe the Frog en symbole suprémaciste soit née d'une véritable stratégie ». Whitney Phillips, auteure de l'ouvrage This Is Why We Can't Have Nice Things, déclare que Pepe la grenouille ne symbolise pas le suprémacisme blanc en soi, mais l'affirmer comme l'a fait l'équipe de campagne d'Hillary Clinton devient un mème qui perpétue la connexion entre les deux.

### «Fin»
Le 6 mai 2017, à l'occasion du Free Comic Book Day, Matt Furie, constatant son incapacité à récupérer sa création, décide de « tuer » symboliquement Pepe the Frog. Dans une planche de six cases, on voit Pepe allongé dans un cercueil recevant une dernière visite de ses amis. Cependant malgré ce meurtre symbolique, une grande majorité des utilisateurs du personnage vouent une affection profonde pour la fameuse grenouille et continuent de l'utiliser, non pas dans un but politique. En effet il reste avant tout l'expression d'émotions diverses, notamment sur le site internet Twitch, comme la joie, mais aussi la tristesse ou la colère via de nombreuses déformations graphiques.

### Hong Kong
Pepe the Frog réapparaît à Hong Kong dans les manifestations de 2019–2020, sans la symbolique de haine que l'extrême droite américaine y investit,,

## Différentes versions
En 2009, sur 4chan, un nouveau Pepe, basé sur la même planche mais avec la bouche inversée et qui s'écrie « feels bad man » apparaît. Mais c'est en 2010 qu'un Sad Pepe commence à paraître sur 4chan pour devenir l'un des mèmes favoris pour exprimer la tristesse et la dépression. 
En 2011, Smug Frog (grenouille suffisante) apparaît, il est par ailleurs l'un des mèmes Pepe les plus prisés par les nationalistes.
En 2014, Angry Pepe (Pepe colérique) fait aussi son apparition, pour exprimer une colère ou une frustration.